# ATEK Kijów
ATEK Kijów (ukr. Хокейний клуб «АТЕК» Київ) – ukraiński klub hokejowy z siedzibą w Kijowie.

## Historia
Klub został założony w 1995 jako ATEK Kijów. Od 1995 klub występował w ukraińskiej Wyższej Lidze.
W sezonie 1995/96 występował w Pucharze Federacji, gdzie zajął 4. miejsce w grupie ćwierćfinałowej.

## Sukcesy
- Srebrny medal mistrzostw Ukrainy (1 raz): 1995
- Brązowy medal mistrzostw Ukrainy (3 razy): 1997, 2003, 2004
- Złoty medal mistrzostw Ukrainy (2 razy): 2007, 2015